# Trochalopteron henrici
El charlatán de Henri (Trochalopteron henrici) es una especie de ave paseriforme de la familia Leiothrichidae endémica del sureste de la meseta tibetana. Su nombre hace honor al príncipe Enrique de Orleans.

## Distribución
Se le encuentra en el sureste de la meseta tibetana, en el suroeste de China, y extremo nororiental de la India.